# Natal'ja Sutjagina
Natal'ja Viktorovna Sutjagina (in russo Наталья Викторовна Сутягина?; Penza, 17 gennaio 1980) è un'ex nuotatrice russa.

## Carriera
Specializzata in tutte le distanze della farfalla ha vinto, nel corso della sua carriera, un titolo continentale sui 50 metri.

## Palmarès
- Europei

Madrid 2004: oro nei 50 m farfalla.
Eindhoven 2008: argento nella 4 × 100 m misti.
- Europei in vasca corta

Antwerp 2001: bronzo nei 50 m farfalla.
- Universiadi

Pechino 2001: argento nei 100 m farfalla.